# Étienne de Condillac
Étienne Bonnot de Condillac (ur. 30 września 1715 w Grenoble, zm. 3 sierpnia 1780 w Beaugency) – francuski filozof i duchowny epoki oświecenia, młodszy brat Gabriela Mably.

## Życiorys
Pochodził z rodziny szlacheckiej sprawującej urzędy państwowe. Od 1740 przebywał w Paryżu, obracał się w kręgach encyklopedystów i fizjokratów; W latach 1758–1767 był wychowawcą Ferdynanda I, księcia Parmy (wnuka Ludwika XV). Potrafił godzić jaskrawe sensualistyczne poglądy z lojalnością wobec Kościoła.
Wszystkie zagadnienia wydawały mu się proste i łatwe do rozwiązania.

## Filozofia
Condillac to jeden z najbardziej systematycznych umysłów francuskiego Oświecenia. W filozofii Condillaca można wyróżnić trzy charakterystyczne okresy rozwojowe. W pierwszym — Condillac stoi na gruncie teorii Locke’a i jedynie uzupełnia ją; w drugim — rozwinął własną oryginalną teorię sensualistyczną; w trzecim — badał stosunki między formami myślenia, języka i rachunków. Sensualizm Condillaca bardzo szybko stał się obiektem krytyki. Zarzucano mu przede wszystkim, że nie doceniał czynnego udziału umysłu w generowaniu idei poprzez poznanie zmysłowe .
Filozofię Condillaca najlepiej prezentuje szczegółowo analizowany przez niego przykład posągu, obdarzonego zdolnością odbierania wrażeń tylko jednego zmysłu. Zdaniem Condillaca już ta jedna zdolność wystarczy, by posąg rozwinął w pełni życie umysłowe. Różnica w natężeniu wrażeń wytwarza uwagę, która wytwarza się z postrzegania różnic; ślady poszczególnych wrażeń wytwarzają pamięć, a napływ kolejnych wrażeń pociąga za sobą ich porównywanie, to zaś – sądzenie.
W każdym wrażeniu zmysłowym są: przedstawienie (wytwarza uwagę, pamięć, zdolność wyobrażenia, odróżniania, porównywania sądzenia i wnioskowania) i zabarwienie uczuciowe (wytwarza: pożądanie, wolę, miłość, nienawiść, nadzieję i obawę).
Condillac wszelką wiedzę wywodził z doświadczenia zewnętrznego, uzyskiwanego za pomocą zmysłów. Jednak w przeciwieństwie do Locke'a pojmował umysł ludzki jako całkowicie bierny, nieposiadający żadnych idei ani dyspozycji wrodzonych zbiornik wrażeń doznanych i zapamiętanych. Cała treść i funkcje umysłu powstają jako efekt bodźców zewnętrznych.
Postęp umysłu zależy od posługiwania się znakami umownymi. Condillac za znaki uważał nie tylko wyrazy mowy, ale również pojęcia, wskazywał na wspólną naturę myśli i mowy.
Nasze pojęcia są tylko znakami, nasze wrażenia są tylko stanami subiektywnymi; dają niewiele wiadomości o rzeczach i własnej jaźni.
Wiedzę abstrakcyjną pojmował nominalistycznie, wiedzę zmysłową idealistycznie. Od nauki wymagał by była jak najbardziej ścisła i ostrożna. By uczynić z filozofii naukę ograniczył ją wyłącznie do psychologii. Sensualizm Condillaca pozostał teorią wyłącznie psychologiczną. Analizę uważał za jedyną prawidłową metodę, a w poszukiwaniu syntez widział przeszkodę w postępie nauki.
Nie twierdził, że nauka jest jedynym źródłem prawdy, do czego skłaniały jego wyniki naukowe, lecz w myśl wiary chrześcijańskiej, uznawał istnienie Boga i duszy substancjalnej.

## Pisma
- O pochodzeniu poznania ludzkiego (Essai sur l’origine des connaissances humaines, 1746)
- Traktat o wrażeniach (Traité des sensations, 1754)
- Logika (La Logique, 1780)